# Adidas Jabulani
Jabulani je službena lopta za Svjetsko prvenstvo 2010. u Južnoafričkoj Republici. Loptu je dizajnirao Adidas te je predstavljena 4. prosinca 2009. u Kaapstadu.